# Bagrat IV av Georgien
Bagrat IV av Georgien, död 1072, var en georgisk monark. Han var kung i kungariket Georgien mellan 1027 och 1072.